# Point Peter
Point Peter är en av bergstopparna på Mount Kenya. Den ligger i länet Nyeri, i den centrala delen av Kenya, 140 km norr om huvudstaden Nairobi. Toppen på Point Peter är 4 757 meter över havet.
Terrängen runt Point Peter är bergig åt sydväst, men åt nordost är den kuperad.  Trakten runt Point Peter är nära nog obefolkad, med mindre än två invånare per kvadratkilometer. Det finns inga samhällen i närheten. Trakten runt Point Peter består i huvudsak av gräsmarker.